# Wspólnota administracyjna Hermsdorf
Wspólnota administracyjna Hermsdorf (niem. Verwaltungsgemeinschaft Hermsdorf) – wspólnota administracyjna w Niemczech, w kraju związkowym Turyngia, w powiecie Saale-Holzland. Siedziba wspólnoty znajduje się w mieście Hermsdorf.
Wspólnota administracyjna zrzesza pięć gmin, w tym jedną gminę miejską (Stadt) oraz cztery gminy wiejskie: 
1. Hermsdorf
2. Mörsdorf
3. Reichenbach
4. Schleifreisen
5. St. Gangloff